# Ginevra Moretti
Ginevra Moretti (6 ottobre 2005) è una calciatrice italiana, attaccante del Napoli, in prestito dalla Juventus.

## Carriera

### Club
Cresciuta con la famiglia a Villafranca in Lunigiana, Moretti si avvicina al calcio fin da giovanissima, seguendo le orme del padre che giocava da amatore a Pallerone, frazione del comune di Aulla. All'età di sei anni, è andata a giocare nella squadra pulcini del Magra Azzurri.
Moretti si è poi trasferita alla squadra femminile dello Spezia, compiendo tutta la trafila nelle sue giovanili.. Con la formazione under 15, nel giugno 2019, ha giocato il torneo Città di Arenzano, nel quale è stata la migliore marcatrice della manifestazione.
Notata dagli osservatori della Juventus, nell'estate 2020 è approdata nelle giovanili del club torinese. Per le qualità espresse nel settore offensivo, la responsabile della formazione Primavera, Silvia Piccini, la inserisce in rosa con la squadra che disputa il campionato 2020-2021 di categoria. Per quattro stagioni condivide con le compagne il percorso che portano le bianconere a giocare tre finali, tutte perse contro la Roma.
Il 22 luglio 2024 è stata ceduta in prestito al Napoli, partecipante al campionato di Serie A. Dopo aver giocato con regolarità nel corso della stagione 2024-2025, il prestito è stato confermato anche per la stagione seguente.

### Nazionale
Moretti viene convocata per la prima volta dalla Federazione Italiana Giuoco Calcio (FIGC) nel corso del 2021, scelta dal tecnico federale Nazzarena Grilli per indossare la maglia della under 17 con la squadra impegnata alle qualificazioni all'europeo di Bosnia ed Erzegovina 2022, con la quale debutta in maglia azzurra nella prima delle tre partite in programma, siglando all'esordio la rete del 2-0 con le pari età del Galles. Dopo essere stata riconfermata in occasione della doppia amichevole con l'Estonia del 9 e l'11 febbraio, segnando una doppietta nel secondo dei incontri, disputa anche i restanti incontri di qualificazione al torneo UEFA, senza che però la nazionale riusca ad accedere alla fase finale.

## Statistiche

### Presenze e reti nei club
Statistiche aggiornate al 18 aprile 2025.
| Stagione        | Squadra         | Campionato      | Campionato | Campionato | Coppe nazionali | Coppe nazionali | Coppe nazionali | Coppe continentali | Coppe continentali | Coppe continentali | Altre coppe | Altre coppe | Altre coppe | Totale | Totale |
| Stagione        | Squadra         | Comp            | Pres       | Reti       | Comp            | Pres            | Reti            | Comp               | Pres               | Reti               | Comp        | Pres        | Reti        | Pres   | Reti   |
| --------------- | --------------- | --------------- | ---------- | ---------- | --------------- | --------------- | --------------- | ------------------ | ------------------ | ------------------ | ----------- | ----------- | ----------- | ------ | ------ |
| 2022-2023       | Juventus        | A               | -          | -          | CI              | 1               | 0               | UWCL               | -                  | -                  | SI          | -           | -           | 1      | 0      |
| 2023-2024       | Juventus        | A               | 0          | 0          | CI              | 2               | 0               | UWCL               | -                  | -                  | SI          | -           | -           | 2      | 0      |
| Totale Juventus | Totale Juventus | Totale Juventus | 0          | 0          | -               | 3               | 0               | -                  | -                  | -                  | -           | -           | -           | 3      | 0      |
| 2024-2025       | Napoli          | A               | 24         | 2          | CI              | 4               | 1               | -                  | -                  | -                  | -           | -           | -           | 28     | 3      |
| Totale carriera | Totale carriera | Totale carriera | 24         | 2          | -               | 7               | 1               | -                  | -                  | -                  | -           | -           | -           | 31     | 3      |

## Palmarès

### Club
- Coppa Italia: 1

Juventus: 2022-2023